# هايبانه رينمه
هايبانه رينمه (باليابانية: 灰羽連盟) هو مسلسل أنمي ياباني، يستند إلى سلسلة مانغا غير مكتملة من تأليف يوشيتوشي آبي. المسلسل المكون من 13 حلقة من إخراج توموكازو توكورو، وتحريكه بواسطة استديو راديكس، وإنتاج ياسويوكي أويدا. بُث لأول مرة على تلفزيون فوجي بين أكتوبر وديسمبر 2002.
تدور أحداث المسلسل حول راكا، وهي كائن يشبه الملاك، وشخصيات أخرى في مدينة جلي، وهي مدينة مسورة بها بوابة واحدة لا يُسمح إلا لمجموعة غامضة، تدعى التوغا، بالدخول أو الخروج منها.
يعتبر العديد من النقاد أن هايبانه رينمه من الكلاسيكيات، ويوصف بأنه مسلسل بطيء الوتيرة وذو أجواء فلسفية يستكشف الموضوعات الروحية للحياة الآخرة والذنب والخطيئة والفداء. نال استحسان النقاد، حيث أشاد النقاد بشكل خاص بنبرته الغامضة وموسيقاه التصويرية ومؤثراته البصرية.

## القصة
تحلم فتاة بالسقوط برفق عبر السماء قبل الاستيقاظ داخل شرنقة عملاقة. وعند خروجها، تعتني بها مجموعة من الشابات بأجنحة صغيرة على ظهورهن، وهالات لامعة على رؤوسهن. يقدمن أنفسهن باسم هايبانه. ومثلها، لا يتذكراً أي شيء قبل ولادتها من الشرنقة، وجميعهن سُمين على اسم أي رؤية رأينها في حلمهن. أطلقن اسم راكا ('السقوط') على الفتاة، لأنها لا تتذكر شيئًا سوى إحساس السقوط، وربطن بشكل احتفالي هالة مزورة حديثًا على رأسها. وخلال الليل، تمر راكا بعملية مؤلمة لنمو الأجنحة، بينما تعتني بها ريكي، وهي هايبانه كبيرة.
تستقر راكا في حياتها الجديدة في مدرسة داخلية مهجورة في الريف تسمى المنزل القديم، وهي "عش" للهايبانه، وترتبط بسرعة بالسكان الآخرين، وخاصة ريكي وكو.

## الشخصيات
- راكا (ラッカ)

أداء صوتي: ريو هيروهاشي
راكا، هي الوافدة الجديدة إلى المنزل القديم، تكافح طوال المسلسل "لإيجاد ذاتها"، وتواجه صعوبة في الهروب من الفضول بشأن ماضيها. تُكوِّن راكا العديد من الصداقات، لكن أقرب صداقة لها هي مع ريكي. راكا هادئة للغاية ومنعزلة بعض الشيء. تقضي الكثير من الوقت في التفكير في وجودها السابق والألغاز التي تكمن وراء الجدران، بالإضافة إلى أصل الهايبانه.
- ريكي (レキ)

أداء صوتي: جونكو نودا
ريكي، هي بمثابة أم لباقي الهايبانه في المنزل القديم. لا تستطيع ريكي تذكر "حلم الشرنقة" الخاص بها، وهي مضطربة بسبب ماضيها في المنزل القديم وبسبب الكوابيس المروعة، والتي ترسمها بعد ذلك كطريقة لمحاولة فهمها. وهي هايبانه منذ سبع سنوات، أطول من الآخرين باستثناء نيمو. تقضي وقتها في رعاية مجموعة الريش الصغيرة والذين رغم مشاكلهم ولكنها تحبهم دون قيد أو شرط.
- كو (クウ)

أداء صوتي: أكيكو ياجيما
أصغر الهايبانه الأكبر سنًا وأول من أخذت يوم الطيران الخاص بها. تغلبت كو على حرجها لتحقيق شعورها بالسلام. طورت صداقة وثيقة مع راكا وهي هايبانه منذ عامين. منفتحة ومفعمة بالحيوية بعض الشيء، تُظهر كو معرفة مدهشة بالمدينة وتعمل كقدوة لراكا.
- نيمو (ネム)

أداء صوتي: كازوسا موراي
الفتاة التي عاشت أطول فترة في المنزل القديم. يسخر أصدقاؤها منها لأنها نائمة دائمًا. وكان حلمها في شرنقتها هو نفسها نائمة، وهو أمر مثير للسخرية في المنزل القديم. هي صديقة قديمة لريكي، وتعمل في المكتبة، وكانت نائمة لمدة تسع سنوات. غالبًا ما تكون نيمو صوت العقل والهدوء أثناء الأوقات العصيبة، ومثل ريكي، تخفي سر الماضي المضطرب. ولديها علاقة أم وابنتها تقريبًا مع سوميكا، أمينة المكتبة السابقة.
- كانا (カナ)

أداء صوتي: إيري مياجيما
فتاة صبيانية تميل إلى الميكانيكا، تعمل كانا في برج الساعة في وسط المدينة. كانت كانا تعمل في هايبانه لمدة ثلاث سنوات. تتمتع كانا بجانب غريب بعض الشيء حيث تكشف لراكا أنها تتساءل عن العالم خارج الجدران أيضًا. ومع ذلك، في أغلب الأحيان، تكون كانا مفرطة النشاط ومزعجة، مما يساعدها على التعايش مع مديرها الغاضب في برج الساعة. على الرغم من موقفها الواثق، إلا أن كانا حساسة للغاية في أعماقها وتهتم بشدة بأصدقائها، وتُظهر نفس القدر من الحزن مثل راكا لخسارة كوو.
- هيكاري (ヒカリ)

أداء صوتي: فوميكو أوريكاسا
هيباني جادة ومشاكسة ومضحكة في بعض الأحيان. تعمل في مخبز في المدينة وهي هيباني منذ أربع سنوات. تميل هيكاري إلى النسيان بعض الشيء، مثل نسيانها إخبار راكا بالتدرب على تحريك أجنحتها قبل رحلتها إلى معبد هايبانه رينمي. وهي مبتكرة للغاية، حيث تقوم بالتجارب في المخبز باستخدام قالب الهالة بعد فترة قصيرة من ولادة راكا.
- هيوهكو (ヒョウコ)

أداء صوتي: تشيرو سوزوكي
عضو بارز في المجموعة الثانية المختلطة من الهايبانه في جلي الذين يعيشون في "عش" المصنع المهجور على الجانب الآخر من المنزل القديم. كان صديقًا لريكي في الماضي. عند لقائه الأول براكّا، أزعجها عن طريق الخطأ بملاحظة حول يوم الطيران الأخير لكوو. على الرغم من مظهره القاسي، فقد أظهر لطفه، مثل إرسال معجنات إلى راكّا ومذكرة اعتذار عن الحادث.
- ميدوري (ミドリ)

أداء صوتي: مانابي ميزونو
هايبانه من المصنع المهجور وصديق مقرب لهيوكو. لديه ضغينة مستمرة ضد ريكي بسبب تعريضها هيوكو للخطر في الماضي ولكنه يتحدث مع راكا والآخرين.
- واشي (話師)

أداء صوتي: تاميو أوكي
مسؤول رئاسي في هايبانه رينمي يقدم المشورة الروحية والمساعدة الدنيوية، ويفرض أحيانًا عقوبات على الهايبانه الذين يخالفون القواعد. واشي هو الشخص الوحيد الذي يمكنه التحدث مع التوغا في زياراتهم للمدينة ويُعتقد أنه هو نفسه كان هايبانه. يتمنى أن يمر يوم الطيران لجميع الهايبانه بنجاح ويشعر بالقلق من ريكي بسبب رفضها الاستماع إلى نصيحته ويحاول مساعدتها.
- كوراموري (暗森)

أداء صوتي: أيا هيساكاوا
كانت هايبانه تهتم بالصغيرين نيمو وريكي. وعلى الرغم من صحتها الضعيفة، إلا أنها كانت لطيفة ومتعاونة معهما، وخاصة مع ريكي في التعامل مع أجنحتها السوداء. أخذت كوراموري يوم طيرانها قبل خمس سنوات من بدء المسلسل ولكنها لا تزال حية في ذكريات ريكي ونيمو، وهما الوحيدان المتبقيان لتذكرها. وهي الهايبانه البالغة الوحيدة التي تم عرضها، حيث أن جميع الآخرين في سن المراهقة ومنتصف المراهقة.
- التوغا (トーガ)

هم الأشخاص الوحيدون الذين يمكنهم دخول مدينة جلي والخروج منها متى شاءوا. التوغا لا يتحدثون أبدًا، باستثناء التواصل بلغة الإشارة مع واشي (الذي يمثل الرابط بين مواطني جلي وهايبانه رينمه)، ولا يكشفون عن وجوههم أبدًا. يُطلب من البشر والهايبانه على حد سواء الحفاظ على مسافة بينهم وبين التوغا.
- سوميكا (スミカ)

أداء صوتي: تومو هانبا
أمينة المكتبة، طالبة في السنة الأخيرة من مدرسة نامو. عندما عملت راكا في المكتبة لأول مرة، كانت تخطط لمغادرة المكتبة بعد أربعة أيام لقضاء إجازة الأمومة. ومع ذلك، ظلت في المكتبة خلال فصل الشتاء.

## الخلفية والإنتاج

### دوجينشي
كانت النسخة الأولية من هايبانه رينمه عبارة عن دوجينشي بطول 22 صفحة تحمل نفس العنوان من تأليف ورسم يوشيتوشي آبي. نشرت في عام 1998، ولم تكن تشبه الأنمي إلا قليلاً باستثناء كونها تتحدث عن أشخاص لديهم هالات وأجنحة رمادية.
أعاد آبي صياغة فكرته لاحقًا في مانغا «هايبانه المنزل القديم»، والتي تضمنت شخصيات جديدة وحبكة مختلفة. كان الفصل الأول، الذي صدر في أواخر عام 2001، بطول 24 صفحة، وتغطي الحلقة الأولى من الأنمي ما يقرب من ثلثي هذا الفصل. تضمن الفصل الثاني قصصًا عُرضت في نهاية الحلقة الأولى من الأنمي والثلث الأول من الحلقة الثانية.
لاحقا، أصدر آبي كتابين خاصين من سلسلة الدوجينشي، "مذكرات أسلوب الحياة" و"الإصدار الإضافي". يوضح الأول أن القصة سستتحول إلى أنمي يصدر في وقت لاحق من ذلك العام، وأنه لن يستمر في إصدار الدوجينشي. يغطي محتوى الكتاب تفاصيل تصميم الشخصيات، ويضع خرائط للمدينة وبعض مبانيها. ويضم العديد من القصص المصورة المكونة من أربعة أجزاء والتي تصور حياة وسلوكيات الهايبانه، بما في ذلك فضول البطلة راكا بشأن هالتها وأجنحتها. الإصدار الإضافي هو قصة استرجاع لتجارب الشخصية ريكي كفتاة هايبانه بعد فترة وجيزة من مغادرة معلمها، كوراموري، منزلهم. تم تغطية هذا الجزء من القصة في الأنمي، لكن الدوجينشي يضيف بعض التفاصيل الإضافية. نشر بعد اكتمال سلسلة الأنمي.

### التصور والتأثيرات
كان النشر كسلسلة مستقلة ضروريًا بسبب الطبيعة التجريبية للعمل. كشف آبي لاحقًا أنه اخترع القصة أثناء كتابتها، ولم يكن لديه خطة ثابتة للشخصيات والحبكة. من ناحية أخرى، كانت المجلات التجارية ستتطلب الالتزام بالمواعيد النهائية وحصص الصفحات بالإضافة إلى خطة قوية للسلسلة.
تأثر المسلسل برواية هاروكي موراكامي لعام 1985 «بلاد العجائب القاسية ونهاية العالم»، وغالبًا ما يقارن بها. يشترك العملان في وجود مدينة مسورة يسكنها سكان بلا ذاكرة، كما تم استعارة بعض العناصر الفردية، مثل الطيور كعنصر متكرر. كانت الرواية المفضلة لدى آبي في ذلك الوقت؛ فقد اعترف بأنه قرأها أكثر من عشر مرات. كان التأثير الآخر هو فيلم هيروكازو كورئيدا لعام 1998 بعنوان «بعد الحياة»، والذي يضم أيضًا أشخاصًا متوفين مؤخرًا يكافحون من أجل المضي قدمًا.

### الإنتاج
بعد أن بدأ في كتابة «هايبانه المنزل القديم»، اقترح المنتج ياسويوكي أويدا، الذي تعاون معه سابقًا في سيريال اكسبيرمنت لاين كمصمم شخصيات، تحويل المانغا إلى أنمي. انتهى الإنتاج في وقت قصير نسبيًا، واستمر في المجموع حوالي ستة أشهر. بحلول مايو 2002، أنهى آبي كتابة القصة الأولية للمسلسل، واستمر إنتاج الحلقات اللاحقة أثناء بدء بث المسلسل.
يُنسب الفضل إلى أكيرا تاكادا باعتباره مصمم الشخصيات الوحيد، لكن تصاميم الشخصيات الرئيسية، إلى جانب الأسلوب الفني العام للمسلسل، كانت مستمدة من الدوجينشي الأصلي. في مقابلة، أشار آبي إلى أن تصميم الشخصية الرئيسية راكا قد تغير بشكل كبير أثناء مسار التطوير، وأصبح مختلفًا إلى حد ما عن رسوماته الخاصة.

### الموسيقى
قام كو أوتاني بتأليف الموسيقى التصويرية الأصلية للمسلسل، بما في ذلك أغنية البداية "الطائر الحر". وُصفت الموسيقى التصويرية بأنها مزيج من موسيقى القرن السابع عشر، والموسيقى السلتية، والجاز، وتتميز بشكل أساسي بالآلات الموسيقية مع الاعتماد القوي على الآلات الغربية التقليدية مثل الجيتار والبيانو والناي والطبول. أغنية النهاية "التدفق الأزرق" غناها ماسومي إيتو.

## روابط خارجية
- هايبانه رينمه على موقع IMDb (الإنجليزية)
- هايبانه رينمه على موقع فيلمافينيتي (الإسبانية)
- هايبانه رينمه على موقع ليتربوكسد (الإنجليزية)
- هايبانه رينمه على موقع كينوبويسك (الروسية)
- هايبانه رينمه على موقع قاعدة بيانات الفيلم (الإنجليزية)
- هايبانه رينمه على موقع ANN anime (الإنجليزية)